# Бука (острів)
Бука (англ. Buka) — острів в архіпелазі Соломонових островів Тихого океану що належить Папуа Новій Гвінеї. Його площа складає 682,3 км². Острів розташований на північний захід від острова Бугенвіля, від якого він відділений вузькою протокою Бука. Острів населений папуасами.

## Історія

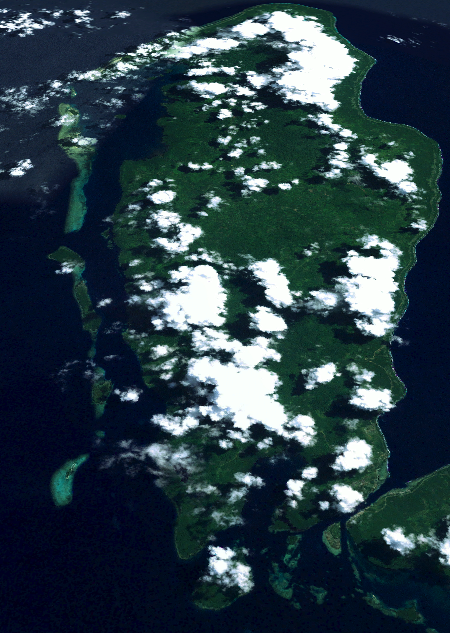
Острів Бука з космосу

Вперше Бука була заселений людьми в період палеоліту, що свідчить дослідження археологів про проживання людей у печері Кілу приблизно 30 000 років тому.
Нинішні жителі розмовляють мовами, які походять від східних індонезійських мов лапітської культури, носії якої прийшли на острів близько 3000-2700 років тому.
Офіційно був відкритий 25 серпня 1767 року британським мореплавцем Філіппом Картеретом.
Британські, австралійські та американські китобійні судна відвідували острів у дев'ятнадцятому столітті для поповнення запасів їжі, води та деревини. Першим зареєстрованим візитом був корабель «Еліза» в 1806 році, а останній відомий візит — «Пальметто» в 1881 році.
У 1886 році Німецька імперія подала претензії на острів, приєднавши його до Німецької Нової Гвінеї. З «Договором про Самоа» (1899 р.) вимоги Німеччини були підтверджені. У 1914 був окупований Австралією, якій було надано мандат Ліги Націй в 1920 році. Під час Другої світової війни, у 1942—1945 роках, острів був окупований Японією.
На острові існує сильна сепаратистська тенденція, спрямована на відділення острова від Папуа-Нової Гвінеї і на створення незалежної держави разом із сусіднім островом Бугенвіль.

## Географія
Бука — відносно рівний острів довжиною близько 52 кілометрів по осі північ-південь і шириною до 18 кілометрів по осі захід-схід. Він відокремлений від острова Бугенвіля протокою Бука, вузьким, глибоким і дуже швидкоплинним припливним каналом шириною близько 200 метрів. Східне узбережжя більшу частину року є навітряною стороною і характеризується прибережними скелями, які підступають близько до берега океану, залишаючи лише вузький і часто кам'янистий пляж. Кораловий риф кільцями оточує весь острів, він вузький на східному узбережжі, яке постійно піддається впливу океанічних вітрів та великих морських хвиль; він поширюється і в лагуни західного узбережжя.
Уздовж західного узбережжя простягся невеликий гірський масив Річард Паркінсон, названий на честь німецького плантатора і дослідника (довжиною 25 км, шириною до 8 км). Найвищий пік у цьому масиві — гора Бей, висота якої становить 458 метрів. Масив пролягає між затокою Нова-Бей (поблизу міста Бука) — на півдні та гаванню Королеви Кароли — на півночі. Кілька більш-менш великих річок на острові беруть свій початок із витоків у внутрішніх районах хребта. Найбільша — річка Гаган.
Решта острова — це велике підняте вапнякове утворення. Він піднімається на 10 метрів вглиб суші та на 70–100 метрів уздовж скель на східному узбережжі. Скельні утворення є нічим іншим, як рифами стародавньої лагуни.
Морфологія вапняку означає, що поверхневої води на більшій частині острова дуже мало. Це створює проблему для жителів острова, особливо під час сухого сезону, коли жителі поселень змушені збирати воду з джерел «кукубуї» вздовж підніжжя скель.
Клімат острова вологий тропічний. На ньому розташоване місто Бука, що є адміністративним центром Автономного регіону Бугенвіль.